# Timo Airas
Timo Väinämö Airas, född 23 oktober 1918 i Tammerfors, död 1978, var en finländsk elektroingenjör och företagsledare.
Airas, som var son till diplomingenjör Väinö Vilho Airas och Hilja Sofia Ottelin, blev student 1936 och diplomingenjör vid Tekniska högskolan i Helsingfors 1943. Han var anläggningsingenjör vid Aseas banavdelning i Västerås 1945–1953, byråchef där 1953–1958, verkställande direktör för Oy Asea Ab i Helsingfors 1958–1966, försäljningschef vid Oy Tampella Ab i Helsingfors 1967–1972 och bedrev därefter egen verksamhet. Han var bland annat ordförande i styrelsen för Karjalan Sähkö Oy 1958–1960, Sähkölinna Oy från 1958 samt styrelsemedlem i Elektroarmatur Ab och DIFA. Han var konsult för järnvägselektrifieringen i Indien 1954 och i Finland 1961.